# Арика
Арика (шп. Arica) је општина у Чилеу. По подацима са пописа из 2002. године број становника у месту је био 175.441.

## Демографија
| 2002.   |
| ------- |
| 175.441 |